# История Санкт-Петербурга в 1990-х годах

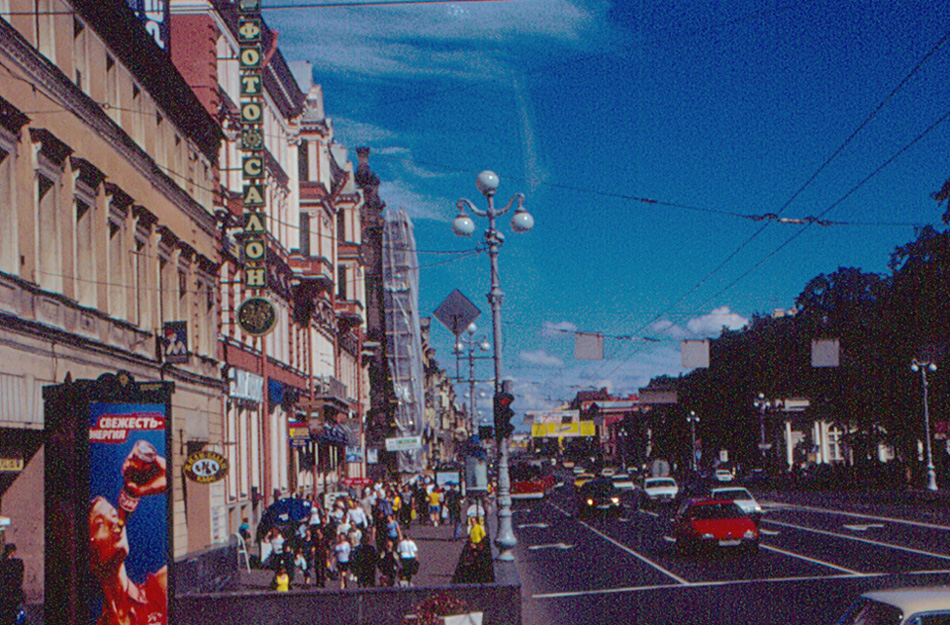
Невский проспект, 1999 год

История Санкт-Петербурга в 1990-х годах — охватывает ранний этап в постсоветской истории Санкт-Петербурга в конце XX века после распада СССР и до начала XXI века или до условного начала путинского периода. Санкт-Петербург, как и другие города в России и других постсоветских странах, переживал тяжёлый экономический, общественный кризис и переходный этап в условиях падения советского режима, открытия железного занавеса и зарождения рыночной экономики. В Петербурге шла убыль населения за счёт иммиграции и высокой смертности, многие горожане оказались на гране нищеты, одновременно начал формироваться новый разбогатевший класс.
В условиях экономического перехода промышленность из центра электроники и машиностроения превратилась в центр пивоварения и мебельного производства. Шла массовая приватизация государственных предприятий, в центре города начали появляться бизнес-центры, коммунальное жильё массово расселялось. Основная торговля шла на рынках.
Серьёзной проблемой для Петербурга оставалась массовая безработица, алкоголизм и организованная преступность. Преступные группировки контролировали различные городские районы, устраивали перестрелки и к концу 1990-х годов установили частичный контроль в экономике города и среди его руководства.

## Город
В первой половине 1990-х годов в историческом центре Санкт-Петербурга, в зоне объектов культурного наследия ЮНЕСКО располагалось примерно 20% от всего жилого фонда. Исторический центр начал формироваться, как культурный и деловой центр Петербурга. В начале 1990-х годов на улицах города начала появляться реклама иностранных фирм-гигантов  — Coca Cola, Mars, Pepsi, позже начала появляться отечественная. Реклама первого поколения ориентировалась на романтизацию западного образа жизни. На облик города влияли возникавшие повсюду стихийные рынки, люди повсюду раскладывали на продажу свои товары. Уличные перестрелки между бандитскими группировками были частым явлением на улицах.

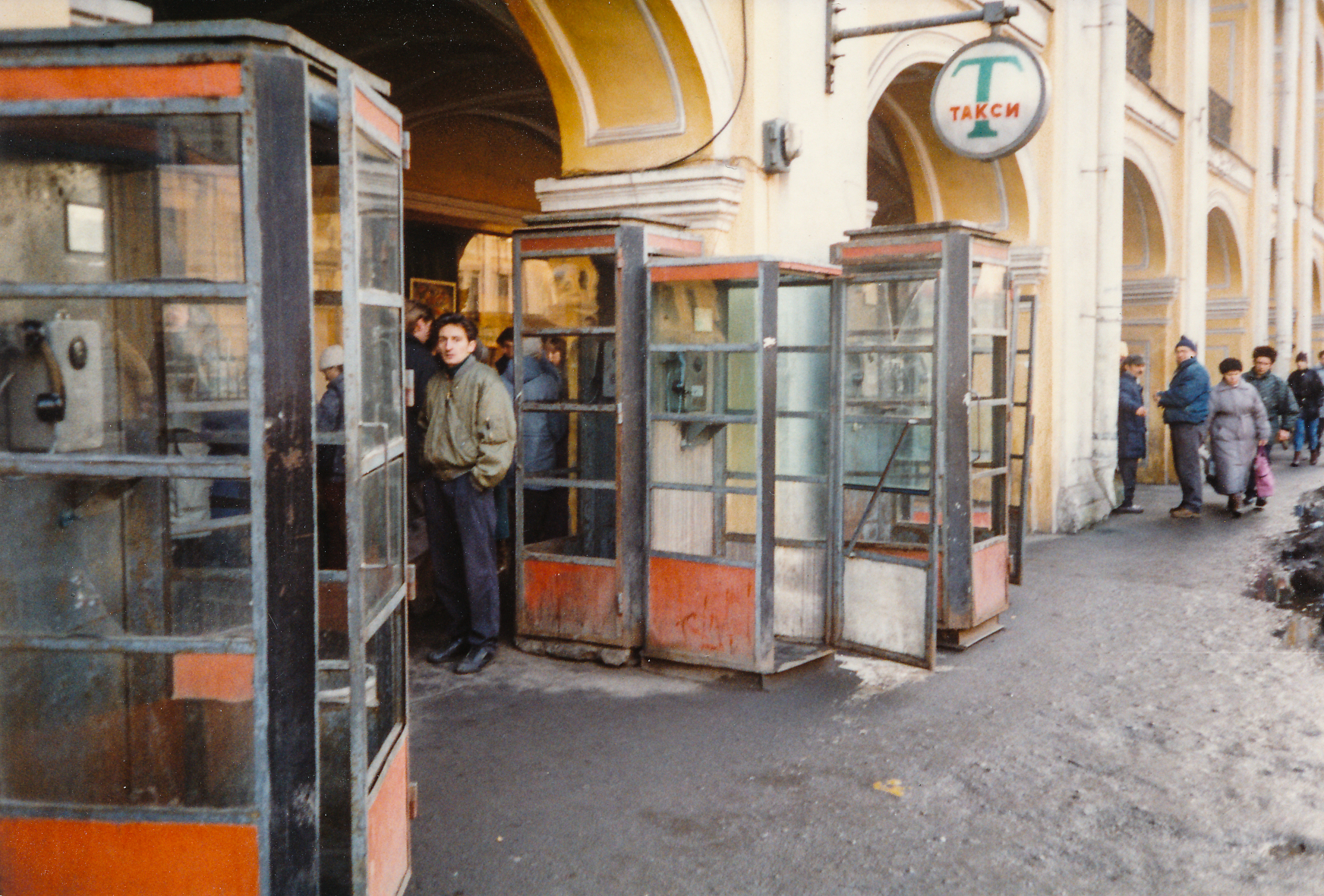
Телефонные будки, 1992 год

Более 100 памятников, находящихся под государственной охраной, пребывали в полуразрушенном состоянии и ещё 355 памятников нуждались в срочном ремонте. Строительство новых зданий велось в малых количествах. После распада СССР в Петербурге шёл массовый снос памятников Ленину. Самый известный пример — бюст Ленина на Московском вокзале, заменённый бюстом Петра I.

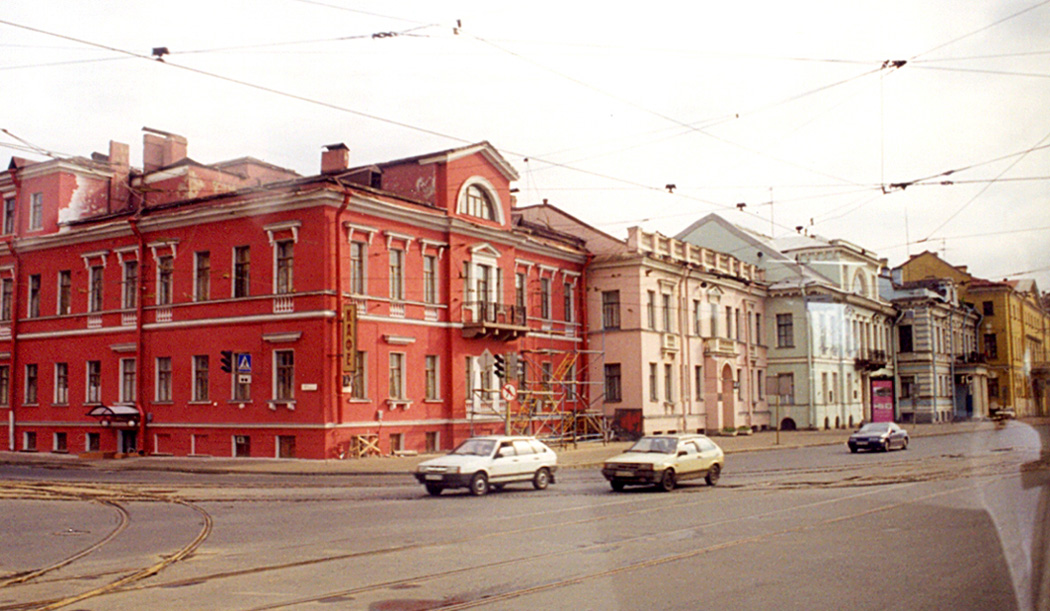
Набережная Лейтенанта Шмидта, 1999 год

Санкт-Петербург в 1990-е годы переживал тяжёлый экономический и общественный кризис, что отразилось на внешнем облике города. Улицы Петербурга были грязными, заброшенными и неухоженными. Особенно остро проблема грязи и упадка ощущалась в спальных районах, чьи пространства не успели обустроить до распада СССР. На улицах и в парадных домов копились грязь и мусор, за территориями между домами часто при наличии дворников не ухаживали. В условиях грязной обстановки и отсутствия урн многие граждане кидали мусор на улице. Петербургские дворы и лестницы часто превращались в отхожие места в условиях нехватки общественных туалетов, многие из которых были закрыты и переоборудованы в частные заведения. Многие дороги приходили в негодное состояние. К 1990-м годам жилой фонд в историческом центре в целом был в крайне неблагополучном состоянии, в реставрации нуждалось около 10 миллионов квадратных метров жилья, 2000 километров инженерных сетей — электронных, тепловых, газовых, водопровода и т. д.. Состояние многих памятников культуры описывалось, как катастрофическое.
В рамках массовой приватизации многие здания в историческом центре были переданы в частные руки. В центре города значительная часть площади была отдана под бизнес. На Невском проспекте начали открываться казино, рестораны и обменные пункты. К концу 1990-х годов в городе начало открываться всё больше элитных и тематических ресторанов, процветало игорное дело, в городе открывались казино, например под игорное заведение приспособили здание бывшего кинотеатра на Кондратьевском проспекте. Многие клубы, рестораны и казино открывали политики и бандитские группировки. В 1996 году на улице Черняховского открылось первое в России интернет-кафе. Часть Невского проспекта за Московским вокзалом (в народе «Старо-Невский») стал центром секс-работы и в народе получил название «Проспекта красных фонарей», где секс-работницы за свои услуги брали наивысшие цены.

### Инфраструктура
Намечался кризис в общественном транспорте, автобусы были переполнены. Резко ухудшилось качество обслуживания электропоездов. Вагоны ездили с разбитыми окнами и разодранными сиденьями, одновременно быстро повышались цены на проезд. Сеть трамваев начала сокращаться, и трамваи начали заменять коммерческим маршрутным такси.
Продолжалось строительство метрополитена, в частности фиолетовой ветки, были открыты станции «Садовая», «Чкаловская», «Старая Деревня» и «Крестовский остров». Из-за образовавшегося размыва на красной, кировско-выборгской линии в результате некачественных работ пришлось закрыть перегон между «Лесная» — «Площадь Мужества» и строить параллельный тоннель.
Продолжалось строительство дамбы на Финском заливе. В 1998 году в связи с нарастающим автомобильным трафиком началось строительство кольцевой автомобильной дороги. Шло строительство Смольной набережной, открывшейся в 2001 году.

### Жильё

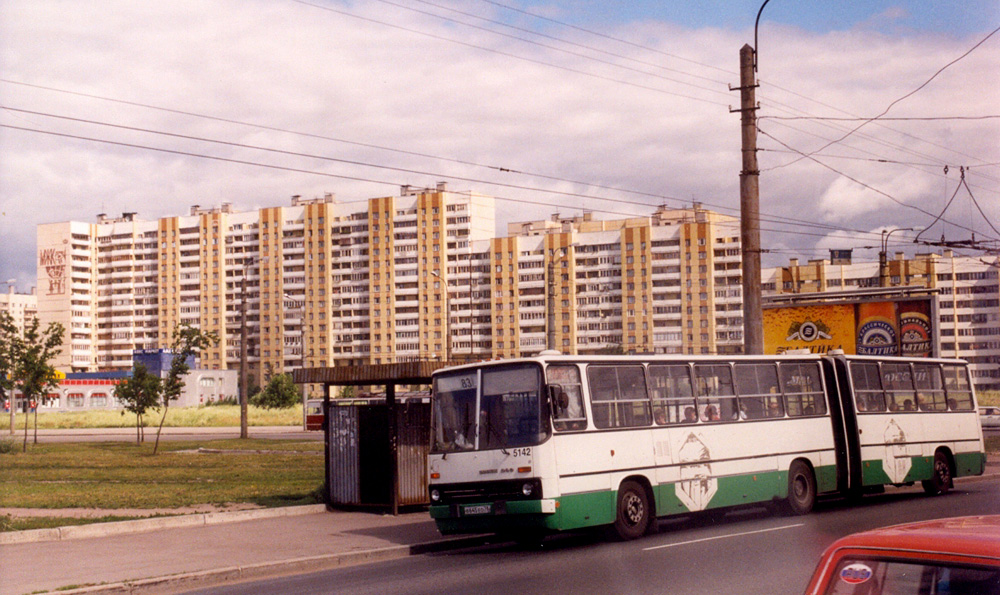
Спальный район на юго-западе Санкт-Петербурга, 1999 год

В советский период ленинградцы не были собственниками своих квартир, в 1990-е годы шла массовая приватизация жилья. Коммунальное жильё можно было приватизировать с 1998 года. За насколько лет четверть коммунального жилья перешла в частную собственность.
В начале 1990-х годов 16% петербургского жилья было коммунальным или 44% в историческом центре Санкт-Петербурга. В середине 1990-х годов в коммунальном жилье продолжало жить 23,8% петербуржцев. 90% дореволюционной жилой площади приходилось на четыре административных района — Василеостровский, Адмиралтейский, Центральный и Петроградский. В советский период только четверть квартир прошла капитальный ремонт. В 1990-е годы коммунальные квартиры в самых перспективных районах выкупались предпринимателями и превращались в элитные квартиры и офисы. Значительная доля коммунального жилья состояла из крупногабаритных квартир, в которых до революции жили представители знати и буржуазии, поэтому они представляли особую ценность для инвесторов. В Петербурге среди разбогатевшего класса сохранялся спрос на элитное жильё в центре города.
Несколько десятков домов с коммунальными квартирами были полностью расселены. Доля коммунальных квартир быстро сокращалась, например если в 1991 году доля коммунального жилья в Василеостровском и Центральном районах составляла примерно 55% и 25%, то в 1999 году их доля снизилась до 35% и 20% соответственно. Средняя жилплощадь на одного человека в историческом центре варьировалась между 10 — 15 кв м. среди жителей коммунальных квартир и 15 — 20 кв м. среди жильцов в частных квартирах. В Петербурге росло количество незарегистрированных жильцов, сдача квартиры стала одним из солидных источников дохода.
Во многих квартирах постоянно отключали свет и воду. Большая часть людей жила в квартирах советских панельных домов массовых серий. В условиях появления доступа к импортным современным материалам для строительства и обустройства помещения, в обиход вошло понятие евроремонт. Помимо квартир с уже традиционным советским оформлением стали появляться квартиры c модной мебелью, стеклопакетами вместо деревянных рам, натяжными потолками и ламинатом вместо линолеума. Наличие евроремонта указывало на финансовое благосостояние хозяина квартиры или дома.

### Архитектура

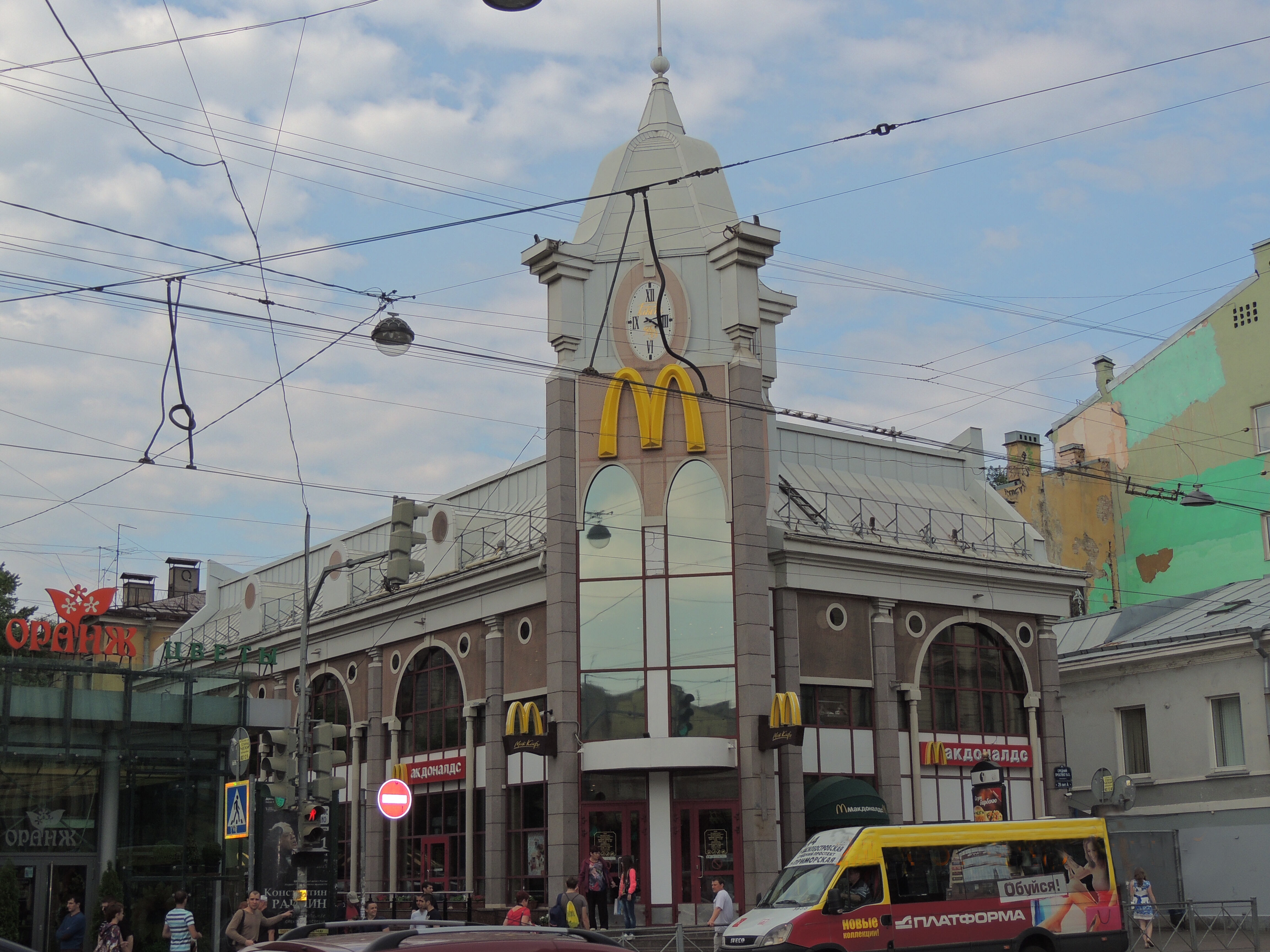
Здание «Макдональдса»

1990-е годы завершили эпоху советского модернизма. Строительство в городе не несло массового характера и данная эпоха не характеризуется выраженными архитектурными направлениями. Началась эпоха постмодернизма. В городе появлялись индивидуальные проекты. Ярким памятником эпохи стало здание «Макдональдса», построенное на Среднем проспекте Васильевского острова. Здание прозвали «домиком барби» и оно стало одним из ранних образцов архитектурного направления капром, которое получит особое распространение в 2000-х годах. Шло строительство другого знакового проекта — фешенебельной гостиницы «Северная корона», которую так и не достроили и снесли в 2019 году. В историческом центре Петербурга начали строиться новые здания, которые часто имитировали исторический дореволюционный стиль. Петербургские новостройки, в отличие от московских, были более скромными, чтобы не диссонировать с исторической архитектурой. Пример такого здания — жилой дом на 2-й линии В.О., 27. Для раннего капрома была свойственна контекстуальность и историчность, которую в 2000-х годах заменят яркие и диссонирующие проекты.
В 1990-е годы за пределами исторического центра в небольшом количестве продолжали возводиться панельные дома, например это были дома серии 600.11, наследники серии «домов-кораблей» 1Лг-600А. Продолжали строиться модифицированные версии 137 серии, дома 121, 90ЛО-М, 1.090.1, П-101 серий. По индивидуальным проектам в рамках уплотнения строились кирпичные монолитные дома.
За городом по индивидуальным проектам было построено множество частного жилья в элитном сегменте. В основном это были двух- и трёхэтажные дома из красного и белого кирпича, часто в стиле фьюжн. Такие дома формировали первые элитные посёлки у Петербурга, в основном в Выборгском и Всеволожском районах Ленобласти и Курортном районе в черте города.
В Петербурге был воздвигнут ряд памятников, например бюсты выпускников Академии художеств, памятник Достоевскому на Владимирской площади, памятник лысому Петру I в Петропавловской крепости, памятник жертвам политических репрессий напротив тюрьмы «Кресты». В 1996 году состоялось открытие Левашовского мемориального кладбища на месте массового захоронения жертв сталинских репрессий.

## Управление и политика
1990-е годы в Санкт-Петербурге на замену советскому режиму пришла демократическая или псевдодемократическая авторитарная модель управления. Несмотря на стремление сформировать развитую демократическую систему, вместо неё к концу 1990-х годов была сформирована квазидемократическая олигархия. Первым и последним мэром Петербурга ещё до развала СССР по итогам выборов стал Собчак, который правил городом до 1996 года, после этого должность мэра была заменена губернатором, в ходе губернаторских выборов был избран Яковлев.

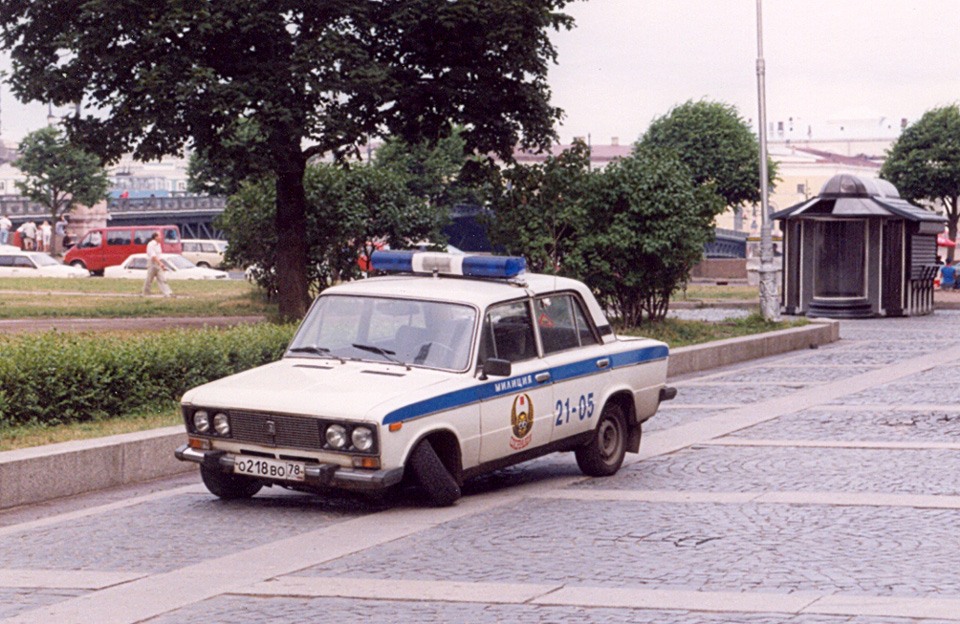
Полицейская машина у Эрмитажа, 1999 год

Многие люди, занимавшие должности в Ленсовете и затем администрации Санкт-Петербурга, в 1990-е годы заняли руководящие посты в руководстве Российской Федерации или займут там ключевые позиции в 2000-е годы. Тогда сформировалась команда, чьи члены станут министрами и вице-премьерами — Хижа, Чубайс, Большаков, Беляев, Кудрин, Путин, Медведев, Греф и другие. В условиях хаоса и обнищания в начале 1990-х годов шла утрата управляемости городом. Серьёзной проблемой для городского управления оставалось острое недофинансирование бюджета, разрабатывались многочисленные планы по наращиванию экономики и привлечению новых бюджетных средств, но их исполнение было затруднено ввиду сложившейся нестабильной обстановки. Чиновники занимались массовым хищением бюджетных средств, в том числе вкладывали бюджетные деньги в собственные предприятия.
Во второй половине 1990-х годов в Петербурге шёл процесс сращивания политики, бизнеса и формированного преступного мира. Многие чиновники начали отстаивать тайные интересы криминальных авторитетов взамен на крупные денежные вознаграждения. В 1995 году каждый пятый депутат состоял в тайных связях с преступными группировками. В 1995 году на выборах в Государственную Думу баллотировалось множество депутатов, находившихся под патронажем преступных группировок, и многие из них были выходцами из Петербурга. Предвыборная гонка сопровождалась серией убийств кандидатов. Сращивание чиновничества и преступных авторитетов было завершено к концу 1990-х годов.
Политически активные молодые люди примыкали к разным политическим организациям — партии Яблоко, ЛДПР, Федерации социалистической молодёжи, Санкт-Петербургской ассоциации студенческих профсоюзов. Многие молодые люди с умеренно правыми взглядами примыкали к политически-религиозному движению христианских демократов, декларировавших либерализм с правым уклоном, решение социальных и политических проблем, следуя христианской морали и неприятие идеологии коммунизма. В Петербурге была основана политическая организация Молодых Христианских Демократов (МХД), чьи представители участвовали в выборах. Другим популярным политическим движением была Национал-большевистская партия (НБП) или «нацболы», продвигавшие национализм, антисемитизм, воспевавшие сталинскую тиранию и резкое неприятие западных ценностей.

## Культура
В условиях тяжёлого экономического, общественного кризиса и тяжёлого материального положения работников в культурной сфере не был закрыт ни один театр и музей, их число в 1990-е годы выросло за счёт открытия негосударственных культурных учреждений. К началу XXI века в городе работал 321 музей, около 100 театров, 78 клубов, 25 концертных залов, 70 музыкальных и художественных школ и около 2000 библиотек. Петербург сохранял за собой статус культурной столицы России, и для поддержания этого статуса, со второй половины 1990-х годов были выделены значительные средства на реставрацию и реконструкцию главных архитектурных памятников. Были отреставрированы Ботанический сад, Кунсткамера, Александровский дворец, Спас на Крови и ряд других памятников.
Санкт-Петербург после спада железного занавеса оказался открыт для международного туризма, в город прибывали миллионы иностранных туристов, основные проблемы с туризмом были связанны с дороговизной туристических услуг, отелей при неудовлетворительном качестве обслуживания. В 1994 году в Петербурге были организованы III Игры доброй воли, в которых участие приняли 2000 спортсменов из 55 стран

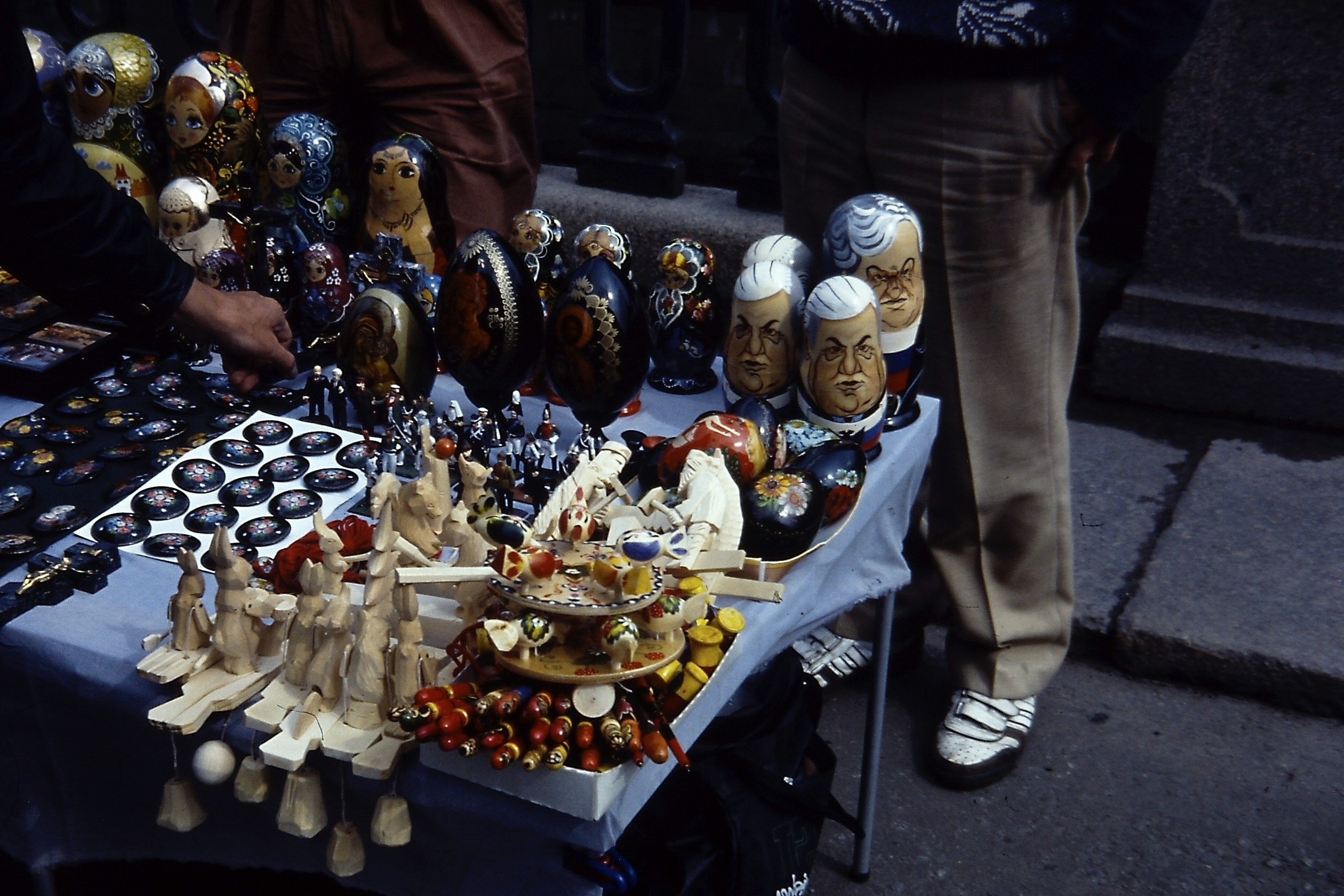
Продажа сувениров в Петербурге, 1993 год

В условиях высокой преступности и серии резонансных убийств, Петербург начал завоёвывать репутацию «бандитской столицы». Высокий уровень преступности оставался проблемной для всех регионов России, и образ бандитской столицы был сформирован журналистами уже 2000-е годы и сериалом Бандитский Петербург. В 1990-е годы бандиты играли крайне важную роль не только в экономике Петербурга, но и его культурной и политической жизни, настолько, что многие слова из воровского жаргона начали проникать в повседневный язык горожан.
К концу 1990-х годов начали открываться частные кинотеатры и первые сетевые торговые комплексы. Киноиндустрия переживала упадок, но не исчезла. Новые фильмы создавались в условиях отсутствия финансирования государством, как это было до распада СССР. Сложившаяся ситуация не помешала выпуску нескольких культовых для своей эпохи кинолент — «Брат»  Балабанова, признанный манифестом эпохи или «Утомленные солнцем» Михалкова, получивший «Оскар», как лучшая иностранная кинолента.
Ещё в конце 1980-х годов в городе начали появляться первые независимые издательства, открывшие горожанам имена многих писателей, замолчанных советской цензурой. В 1990-е годы книжное издательство переживало упадок вместе с падением спроса на книги и нехваткой бумажного материала. Среди литературы популярность набирали жанры низовой городской культуры или бульварные романы.

### Искусство и городские субкультуры

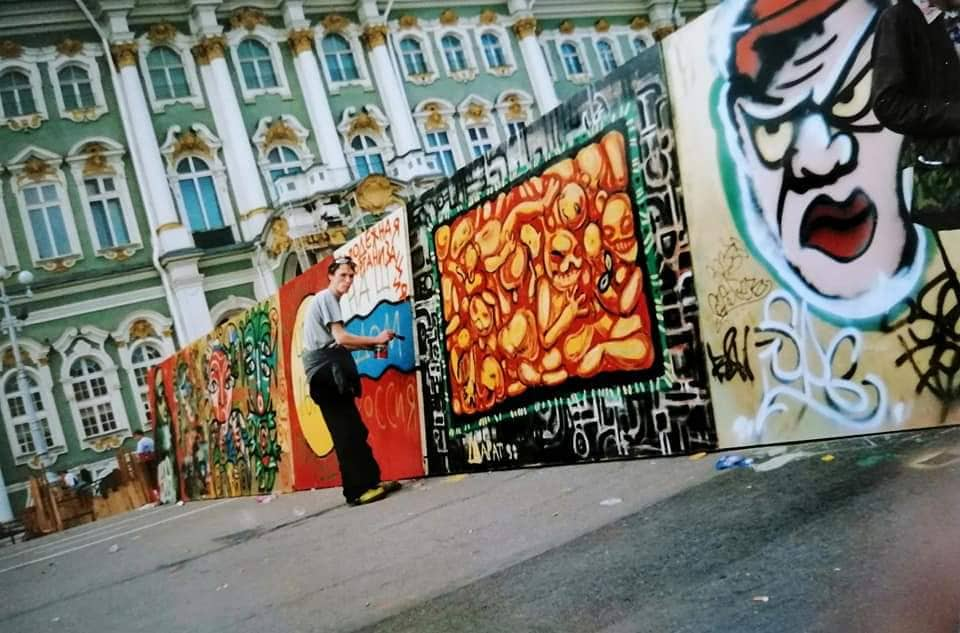
Художник Джамалетдинов на международном фестивале граффити на Дворцовой площади в Петербурге в 1998 году

Многие подростки примыкали к субкультурам — панкам и рокерам, в Петербурге появлялись локации для встреч неформалов, чаще всего это была Ротонда на Гороховой. Появлялись многочисленные клубы для молодёжи. Клубы «Сайгон» и «Грибоедов» приобрели культовый статус. В Петербурге в молодёжных кругах сформировалось лесбийское сообщество. В клубах часто играла электронная музыка, рейв-вечеринки посещали представители субкультур. Вечеринки проводились в сквотах на набережной Обводного канала и на Фонтанке.
В Петербурге продолжал работать ленинградский рок-клуб, но он пришёл в упадок, и не был способен конкурировать с другими клубами. Это было обусловлено тем, что в условиях ослабившейся цензуры рок-музыкантам больше не требовался посредник для выступлений и решения проблем. Город ещё с позднесоветского времени оставался столицей андерграундных музыкальных течений, главным образом рок-музыки. Культовый статус у рокеров приобрёл магазин Castle Rock или «Костыль», на чей сцене свой восход начали многие знаменитые рок-группы, такие как Югендштиль, Химера, Король и Шут, Последние танки в Париже, Нож для фрау Мюллер, Сказы леса, Markscheider Kunst и другие. Многие рок-концерты проводились в клубе «Грибоедов» на Воронежской 2A. В 1990-х годах наибольшей популярностью пользовалась петербургская группа Nautilus Pompilius, своё восхождение начинала группа Ленинград.
Знаменитым стал клуб «Тоннель», открытый в бомбоубежище на Петроградской стороне и где свой карьерный рост начали многие петербургские диджеи. Концерты и дискотеки устраивались в здании Аннерхирхе.
В клубах играла музыка разных поджанров электроники и рока, например хаус или хардкор, там же устраивались выставки авангардных художников. К концу 1990-х годов электронная музыка вышла из подполья, и в Петербурге, остальной России и бывших советских республиках начали организовываться масштабные рейв- и опенэйр-вечеринки с участием петербургских диджеев. Некоторые диджеи приобрели известность в Европе.
В центре города оказалось много расселённых домов. Среди молодёжи популярность набирало движение сквоттеров — самовольно заселявшихся в пустующие помещения. Сквоттеров объединяла не только практика самозахвата, но и приверженность к определённому образу жизни, принадлежность к неформальным субкультурам — «тусовкам» и нонконформистскому стилю жизни. Сквоттеры формировали собственную общественную структуру, в том числе использовали часть «своей» площади не для жизни, а для вечеринок и тусовок. Сквоттеры были склонны к употреблению наркотиков и конфликтовали с бомжами. Вместе с налаживанием порядка в жилищной сфере в конце 1990-х годов сквоты, как массовое и социокультурное явление исчезли.
Сквоттерами в том числе были авангардные художники и музыканты, приспосабливавшие пустующую площадь под свои мастерские и музыкальные студии. Известным пристанищем для художников, музыкантов и поэтов стала творческая комунна или «арт-центр» по адресу Пушкинская, 10.

### Движения
В Петербурге среди молодёжи большой популярностью пользовалось движение сорокоманов. Название движения пошло от газеты бесплатных объявлений «Сорок», где любой человек мог оставить текст обращения до 400 знаков. Форма общения через объявления напоминала переписку в интернет-форумах, которые начали появляться в следующем десятилетии. Через объявления многие молодые люди начали искать единомышленников и устраивать вечеринки, рок-фестивали, соревнования и т. д. В движение сорокоманов вливались молодые писатели и художники. Многие члены движения устраивали свадьбы. Когда в конце 1990-х годов газета отказалась от формата выпуска частных объявлений, сорокоманы организовали самиздатские газеты.
Во второй половине 1990-х годов вместе с постепенным распространением интернета и персональных компьютеров распространение получила киберкультура демосцены, в 1995 году в Петербурге было проведено первое на территории России демопати под названием ENLiGHT.
Среди молодёжи особую популярность набирали фанатские движения, посвящённые футбольным командам. Хотя фанаты футбольных команд появились ещё в советский период, именно после распада СССР футбольные фанатские движения приобрели современные черты с набором стереотипной символики и поведенческих ритуалов на футбольных матчах. Начали появляться хулиганы — наиболее активные и агрессивные члены движений.
Большую популярность у молодёжи пользовались клубы айкидо, федерация айкидо Санкт-Петербурга проводила семинары и фестивали. В городе действовало 15 профессиональных клубов с 5000 участниками. Боевыми искусствами занимались для здоровья и самозащиты в криминогенной обстановке.
В городе действовали клубы натуристов и нудистов, петербургские натуристы были часто приверженцами зелёных. Для натуристов внутри своего клуба была свойственна антисексуальность, её членам чаще всего было старше 30 лет, в основном это были люди с высшим образованием и терпимо относящиеся к ЛГБТ. Нудисты часто были склонны занимать пляжи, из-за чего у них возникали конфликты с органами правопорядка.

### Религия

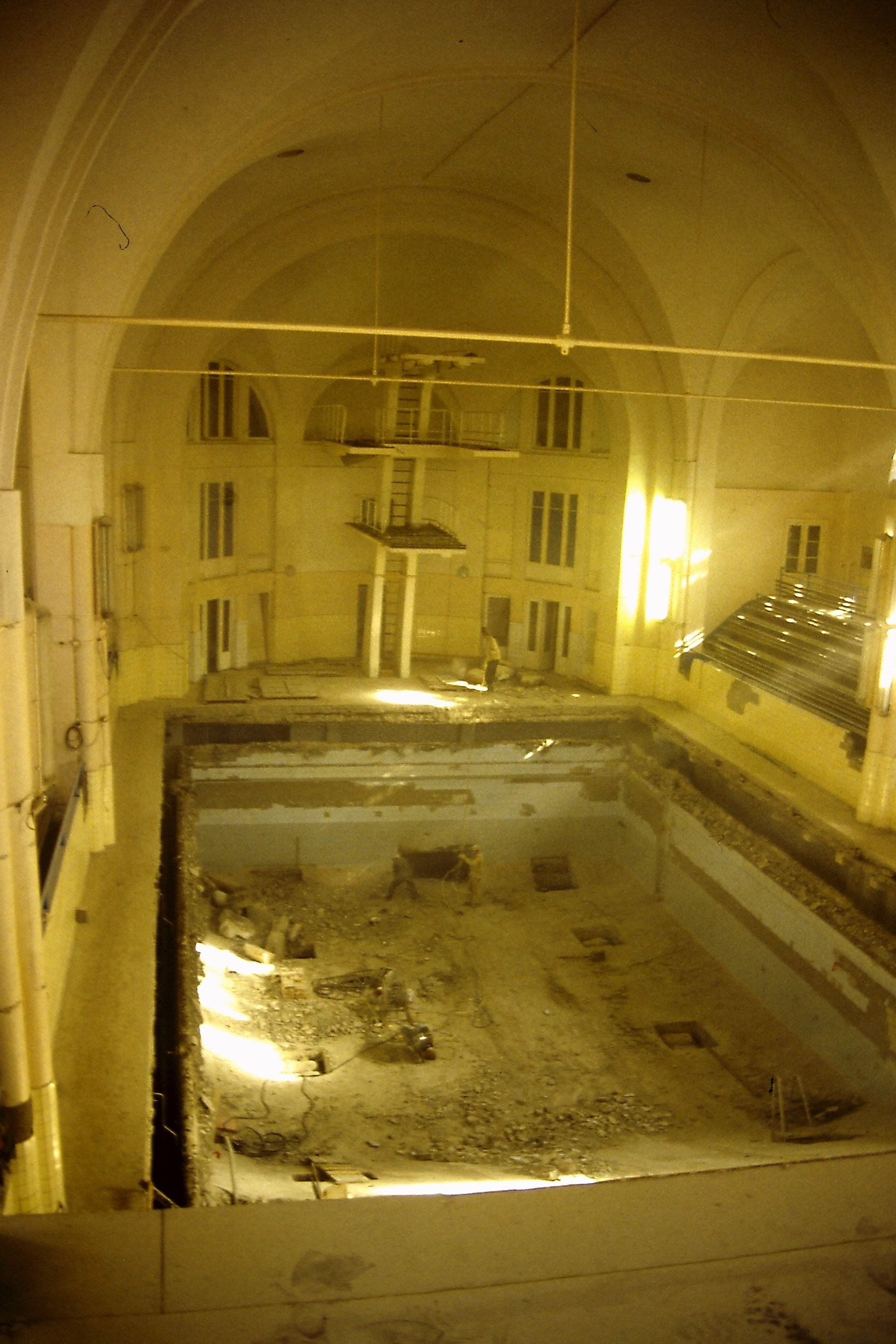
Демонтаж бассейна в лютеранской церкви, 1994 год

В 1990-е годы православная церковь активно восстанавливала своё культурное и общественное положение, утраченное после революции. Она возвращала себе храмы и восстанавливала колокольни. Церковное руководство начало сближаться политической элитой. Во многих храмах, которые церковь стремилась себе вернуть, продолжали работать другие общественные заведения, работа заведений совмещалась с утренними церковными службами.
Распад СССР привёл к идеологическому и духовному вакууму. К вере в условиях тяжёлой жизненной ситуации обращались многие бывшие представители среднего класса, среди которых при СССР была наивысшая доля атеистов. Количество верующих росло среди молодых и образованных, но среди остальных категорий населения религиозность ослаблялась и люди меньше соблюдали религиозные обряды.
Многие люди в поисках нового смысла жизни обращались к другим формам христианства, например свидетелям Иеговы, для которых была типична активная вербовка новых адептов или протестантскому течению учеников Христа. В Петербург для распространения западных христианских конфессий прибывали американские миссионеры. Некоторые люди примыкали к неоязычникам, часто эти движения пересекались с национал-патриотизмом. В Петербурге появлялись индеанисты, увлекавшиеся изучением культуры коренных народов Америки. В 1998 году в Петербурге должен был пройти международный фестиваль «Радуга», который объединял индеанистов, однако его участники были насильно разогнаны милицией. В Петербурге формировались сообщества кришнаитов, самой популярной буддистской ветвью в Петербурге стала Карма Кагью.

### Образование
Школьное образование продолжало функционировать в 1990-е годы, но переживало тяжёлый кризис и переходный этап, отходя от унифицированной советской формы образования. Начали появляться «статусные» школы повышенной комфортности, частные школы, как индикатор социального расслоения. В Петербурге начали появляться частные школы с альтернативными и экспериментальными формами образования. Государственное образование существовало в условиях выживания, и стачки учителей стали массовым явлением. Шёл процесс массового исхода учителей из школ из-за низкой зарплаты, а в школы приходили люди без базового педагогического образования. Стремительно повышался средний возраст учителей. Основная доля учителей имела рабочий стаж более 10 — 20 лет.
Высшее образование в Петербурге в условиях недофинансирования переживало свой кризис, который уже нарастал в перестройку. Система высшего образования в новых политических и экономических реалиях требовала срочных реформ — внедрения новых информационных технологий и расширения академических свобод и автономии вузов, улучшения научной функции высшей школы. Ещё в перестройку начался процесс переориентации подготовки специалистов в сторону гуманитарных наук. К 1996 году самыми престижными профессиями с высшим образованием считались юрист, врач, экономист, предприниматель и социальный работник. Неуклонно сокращалось количество выходцев Политехнического института, если в 1994 году оттуда вышло 1942 специалиста, то в 1999 году — 1108. В конце 1990-х годов в Петербурге училось 280 000 студентов, что было низким показателем в сравнении с советским периодом. Возникала негосударственная форма высшего образования на платной основе, однако такая форма ещё получила малое распространение, в 1995 году 91% студентов обучалось в государственных вузах.
Другой серьёзной проблемой для высшего образования оставалась невозможность выпускникам вузов найти работу по специальности. Специалисты высшей квалификации могли оставаться безработными. В 1996 году среди безработной молодёжи, зарегистрированной в органах службы занятости, каждый пятый был выпускником школ, ПТУ, вузов или средних специальных учебных заведений. Невостребованность квалифицированного труда провоцировала напряжение в молодёжной среде. Количество безработных выпускников вузов пошло на спад с 1996 года.

### Наука
Петербург занимал второе место после Москвы по объёмам исследований и занятых в научной сфере учёных. В 1990-е годы научная сфера оказалась в уязвимом положении. В течение нескольких лет новые научно-технические разработки отраслей промышленности не пользовались спросом. Между 1985 и 1996 годами вдвое сократилось количество научных работников и ещё больше сократилось количество студентов.
На рубеже 1980-х и 1990-х годов процесс перехода от плановой к рыночной экономике сопровождался разрушением институциональных связей между наукой, производством и системой государственного управления. Была разрушена преемственность поколений и ослаблена устойчивость научных коллективов, шёл распад некоторых научных школ. В условиях рыночных преобразований шло резкое или полное сокращение финансирования научных разработок. Средний возраст учёных рос, а молодые научные сотрудники уходили на другие работы, например начинали заниматься предпринимательством. Меньше всего пострадали экономические, финансовые, инженерно-экономические и политехнические университеты, которые смогли быстро перестроиться к новым экономическим реалиям и наладить подготовку специалистов на внебюджетной основе. Научные центры в Петербурге оказались невостребованными в условиях развала единого экономического пространства и хозяйственной автаркии. В 1990-е годы несмотря на многочисленные проблемы Петербургу удалось сохраниться, как центру экономической науки. В городе успешно подготавливали специалистов и управленческие кадры для формирующегося сектора экономики и административного управления.

## Население
1990-е годы сопровождались убылью населения. Если в 1990 году в городе жило 5 000 000 человек, то в 1996 — 4 800 000. В этом году смертность превышала рождаемость в два раза, если до распада СССР прирост населения осуществлялся в основном за счёт миграции, то в 1990-е годы Петербург покидало больше людей, чем туда прибывало, средний возраст петербуржца рос, женщин, особенно пожилых было больше, чем мужчин. Около 800 000 человек жило в историческом центре города. Многие женщины сознательно отказывались заводить детей в страхе, что не смогут обеспечить их

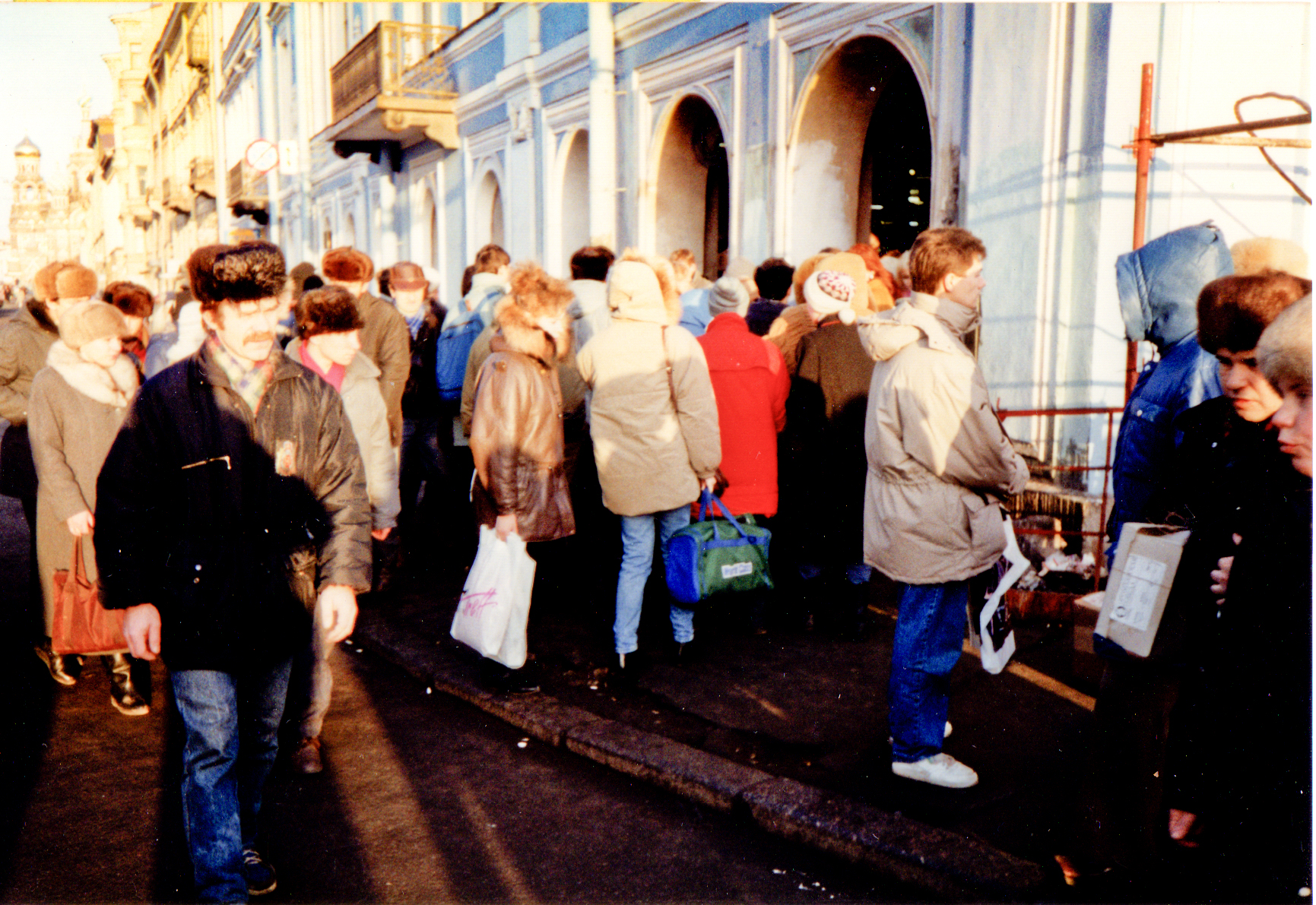
Люди входят в метро «Невский проспект», 1992 год

Шло массовое обнищание населения и одновременно социальное расслоение. В Петербурге формировалась новая прослойка разбогатевших горожан — новых русских, чаще всего бизнесменов и бандитов. Среднего класса, как отдельной прослойки не существовало. Ухудшилось общее состояние здоровья горожан, люди начали чаще болеть. Показатель употребления мяса сократился в 2 раза между 1990 и 1999 годами. Массовым явлением для Петербурга стала безработица. В процессе массовой приватизации предприятий многие люди потеряли свои рабочие места. Только между 1992 и 1993 годами количество безработных выросло в 5,6 раз. Серьёзной проблемой стала невостребованность многих профессиональных навыков, многие люди с высшим образованием не были в состоянии найти работу или работу за достойную зарплату. Эта проблема стояла гораздо острее в Петербурге, нежели других городах России.

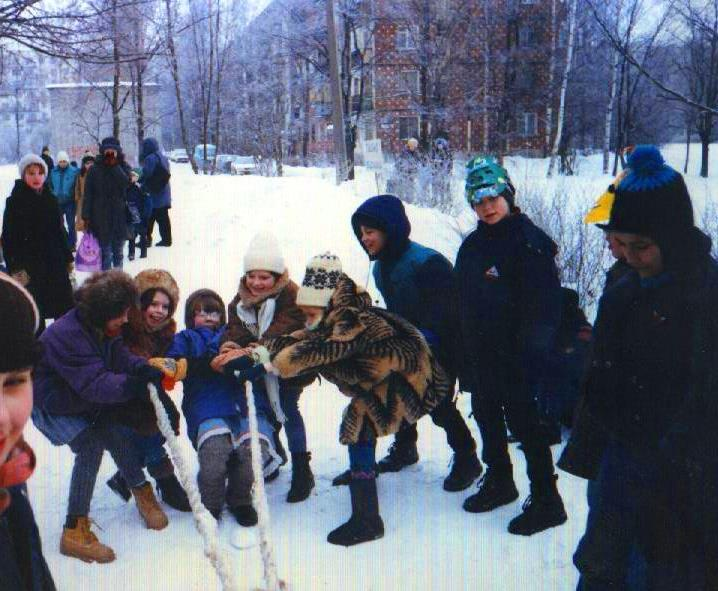
Дети на масленице, 1998 год

Если люди и не теряли работу, то часто недополучали зарплаты и жили на грани нищенства. Вместе с обнищанием в городе появилось множество бездомных, так как обнищание происходило во всей России и постсоветских странах, в Петербург направлялись беженцы. Появилось множество беспризорных детей на улицах. Большая часть из них имела живых родителей, но они были выходцами из неблагополучных семей и по разным причинам предпочитали жить вне дома, 17% были сиротами. Большая часть беспризорных страдала от недоедания, болезней, злоупотребляла алкоголем, наркотиками, рано вступала в сексуальную жизнь и таких детей часто втягивали в преступную жизнь, беспризорных детей втягивали в секс-торговлю. Половина беспризорных девочек становилась жертвами сексуального насилия.

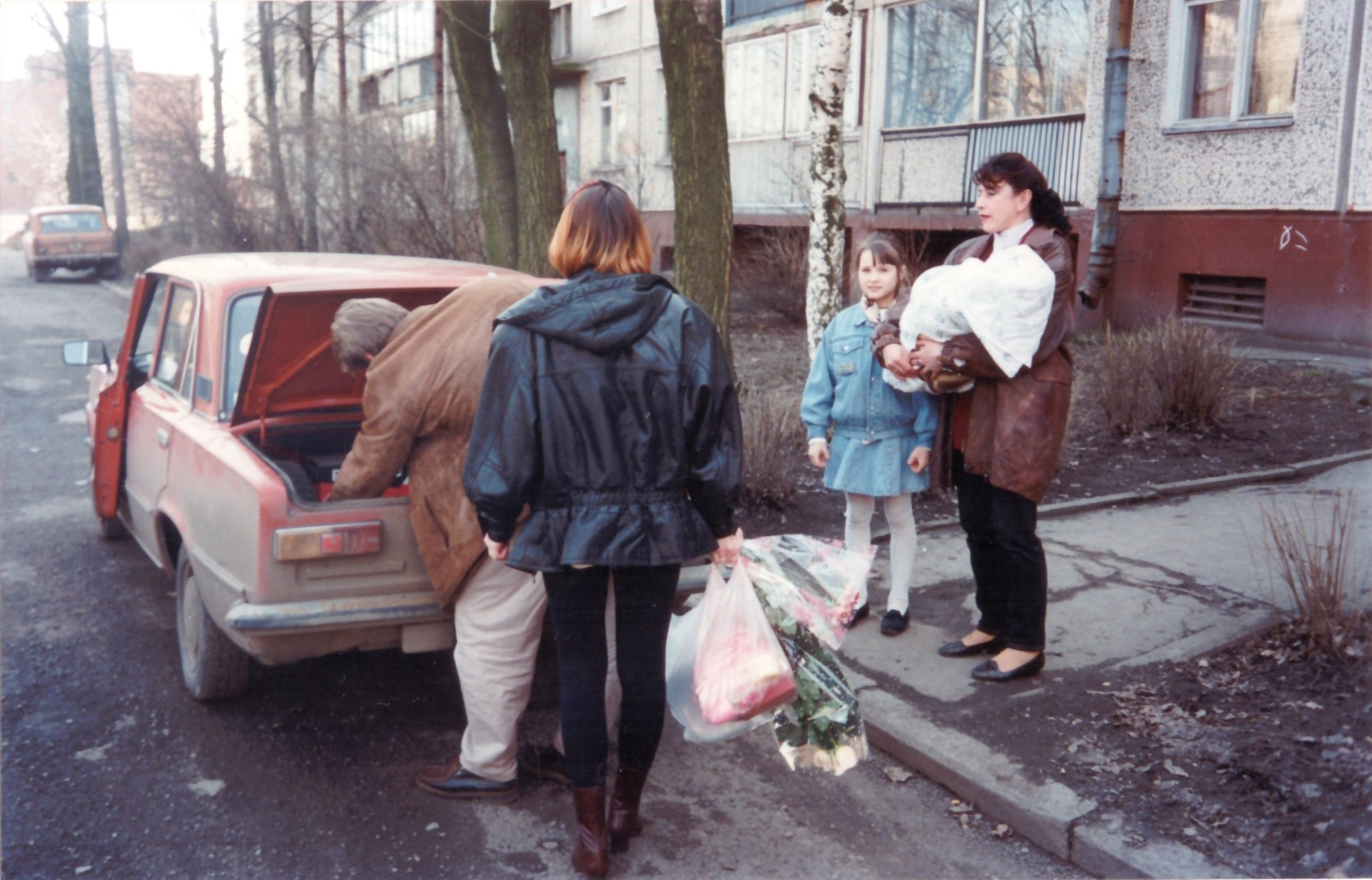
Семья прибывает домой из род-дома, 1995 год

Многие маломобильные категории горожан, главным образом пенсионеры, оказались в бедственном положении. Шёл резкий рост преступности, пьянства и наркомании. Ухудшение уровня жизни продолжалось до 1994 года, начало относительной стабилизации наметилось в 1995 году. Социальные потрясения меняли менталитет людей, лишали их доверия к власти, приучали меньше рассчитывать на помощь государства и самостоятельно искать сиюминутные источники дохода. Люди массово начали прибегать к практикам, которые ещё несколько лет назад сами бы осуждали — занимались спекуляцией, ростовщичествам, скрывали налоги.
Среди населения возросло количество самоубийств. Этот показатель вырос в 2,5 раза между 1991 и 1993 годами и в 4 раза между 1993 и 1985 годами. Среди горожан, особенно подростков, росло наркопотребление, среди учащихся школ 7% детей имели опыт употребления наркотиков, 25% — среди учащихся ПТУ и около половины среди подростков из приёмников-распределителей. В 1993 году в Петербурге имелось 100 000 — 300 000 наркоманов. Чаще всего употребляли галлюциногены, опиаты и психостимуляторы. Петербург занимал одно из первых мест по производству синтетических наркотиков. Самым массовым видом употребляемых дурманящих веществ оставался алкоголь. В 1994 году 19% опрошенных употребляли алкоголь как минимум каждый месяц и 7% — каждую неделю, в основном водку или спирт. Пик употребления алкоголя пришёлся на 1994 год.
Несмотря на зарождавшуюся рыночную экономику, в условиях крайней бедности сохранялся дефицит многих товаров. Предметами роскоши считались персональные компьютеры, видеомагнитофоны, фирменные джинсы и иностранные автомобили. В конце 1990-х появились мобильные телефоны. Они были предметом роскоши, и ими пользовались бизнесмены, политики и бандиты. Датой первого звонка по сотовой связи в Петербурге считается 9 сентября 1991 года, когда Анатолий Собчак позвонил американскому мэру Сиэтла.
Бандитские разборки, в которые были втянуты чеченские преступные кланы, провоцировали рост ксенофобских настроений. Целью охоты у бандитов-«славян» становились любые выходцы с Кавказа, даже если они никак не были связаны с преступными группировками. Тамбовская ОПГ устраивала погромы кавказцев, занимавшихся уличной торговлей.

## Экономика
Петербург после распада СССР оставался главным экономическим субъектом северо-запада Российской Федерации. Экономика Санкт-Петербурга переживала тяжелейший кризис и переходный этап в условиях прекращения существования централизованной командно-административной экономики и её перехода на рыночную. 1991 — 1993 года сопровождались обвалом всех макроэкономических показателей. Объём валового регионального продукта упал на 45%. Петербург стал передовым городом в экономических реформах и одной из главных зон свободного предпринимательства.

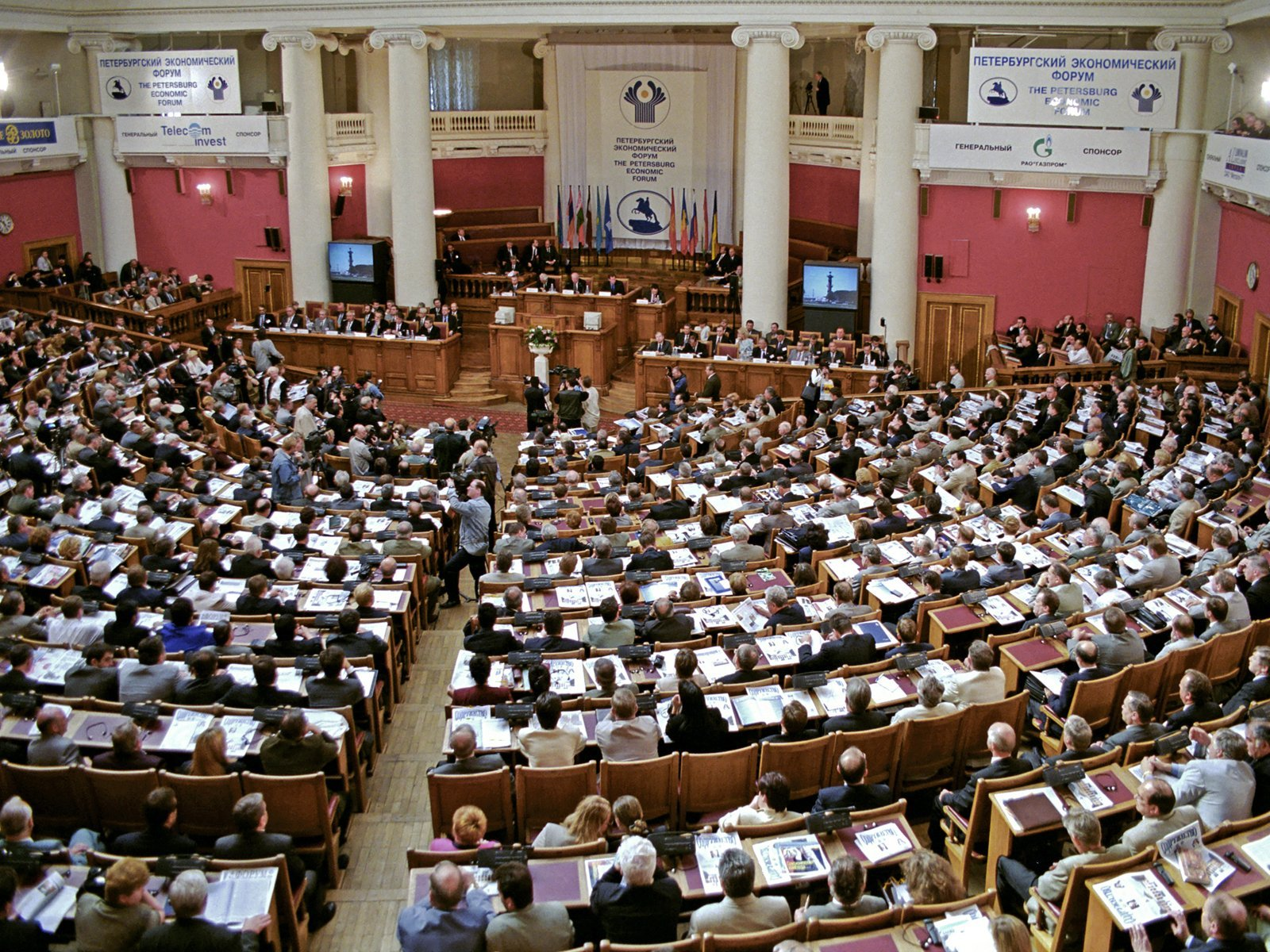
Заседание первого в истории ПМЭФ в Таврическом дворце, 1997 год

Традиционно важной частью городской экономики Петербурга, как портового города, оставалась морская торговля, однако Петербургский порт испытывал возраставшую конкуренцию со стороны портов на Балтике.
Начали появляться частные фирмы, банки, холдинги, акционерные сообщества, магазины и т. д.. Новые предприятия больше не получали государственные заказы, как это было в прошлом десятилетии, а искали самостоятельно потребителей собственной продукции. Шёл процесс развития рыночной экономики, зарождались и развивались институты, призванные благоприятствовать экономическому развитию.
В рамках проведённой реформы большинство оптовых и розничных цен освобождались от государственного регулирования. Это спровоцировало гиперинфляцию, итогом чего стал рост цен в 26,2 раза в 1992 году, в 9,4 раза в 1993 году, 3,2 — в 1994 и 2,3 раза в 1995 году. Стабилизация инфляции наметилась во второй половине 1990-х годов, в 1996 году на 21,8% выросли потребительские цены и на 11% в 1997 году. Наметился рост валового регионального продукта, росли темпы промышленного производства, рос приток инвестиций, однако всё это было прервано вспыхнувшим финансовым кризисом в 1998 году и последовавшим дефолтом. Из-за инфляции цены на потребительские товары между 1990 и 1998 годами выросли в 12 000 раз. В условиях нестабильности рубля население стремилось приобрести доллары.
Санкт-Петербург в условиях рыночной экономики открывался для международной торговли. На Адмиралтейских верфях строились суда по заказу иностранных государств. 1997 году в Петербурге, в Таврическом дворце был организован первый экономический форум, на который были приглашены экономические и политические деятели из разных стран.
Организованная преступность со второй половины 1990-х годов начала устанавливать контроль над экономическими и хозяйственными секторами Петербурга. Шёл процесс криминализации предпринимательской деятельности и политизации организованной преступности.

### Бизнес и преступность
В условиях почти бесконтрольной преступности в первой половине 1990-х годов большая часть коммерческих организаций была вынуждена платить дань преступным группировкам в обмен на крышу, как правило составлявшую от 20% до 40% от общих доходов. Часто «крышованных» бизнесменов втягивали в кровавые бандитские разборки, из-за чего ведение бизнеса превращалось в непредсказуемое и опасное для жизни предприятие. В Петербурге устраивались битвы за крыши, во время которых происходило массовое убийство бизнесменов и банкиров. К середине 1990-х годов под «защитой» бандитов находились директоры крупнейших государственных предприятий.

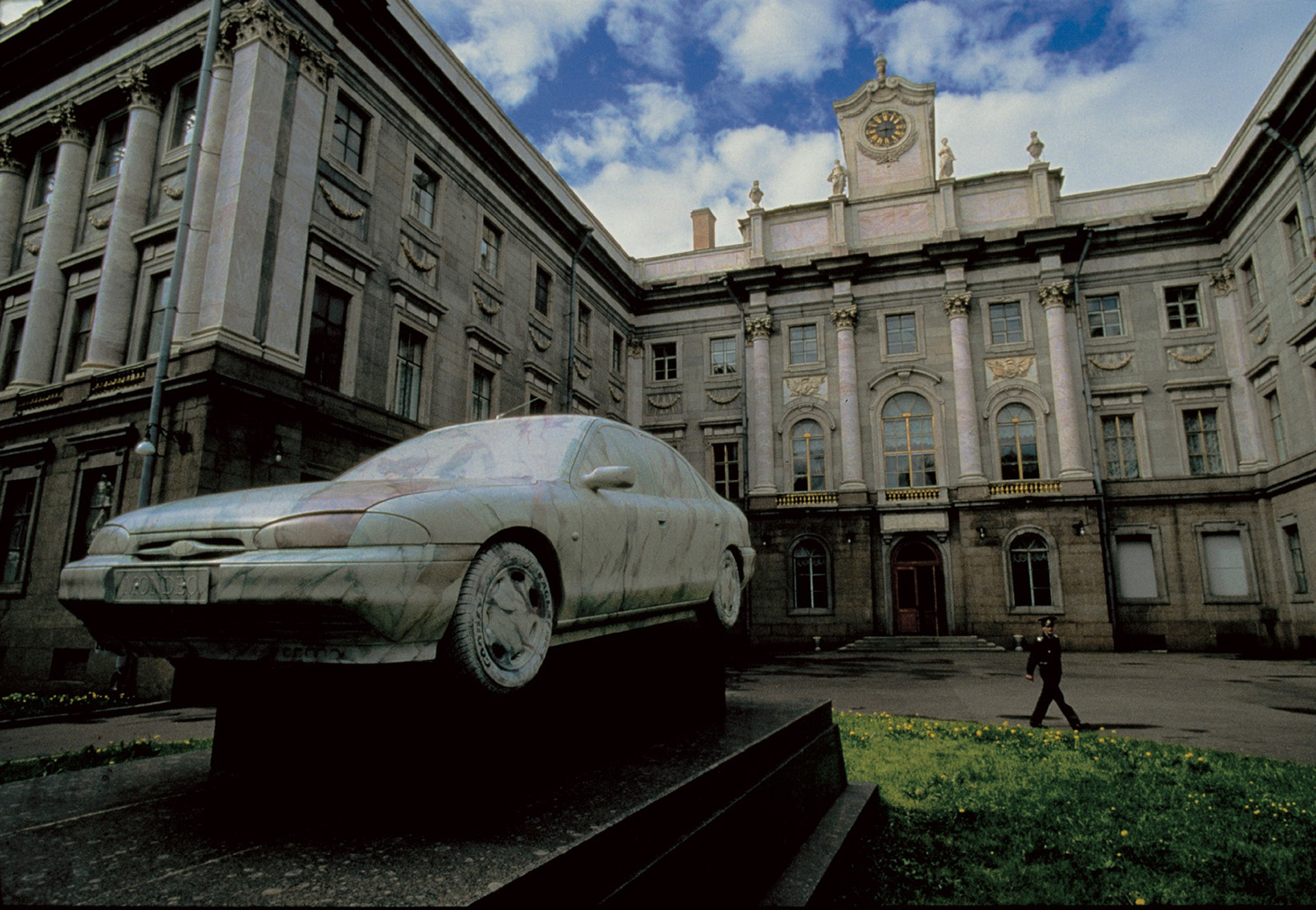
Перекрашенная модель Ford Mondeo, установленная немецким художником ХА Шультом на заднем дворе Мраморного дворца в рамках рекламной кампании автомобилей марки «Форд» в России. Фото 1994 года.

Многие бизнесмены под защитой бандитов прибегали к нечестным или противозаконным методам ведения бизнеса и борьбы с конкурентами, часто путём их физического устранения. В условиях неработавшей законодательной базы решать конфликты фирмы предпочитали с помощью бандитов, а не судов и милиции. Правила игры принимали и зарубежные бренды, прибывавшие в Санкт-Петербург и также сотрудничавшие с бандитскими группировками. Некоторые бандиты, заинтересованные в увеличении прибыли фирм и вместе с тем налога на крышу, вкладывали средства в их дальнейшее развитие и процветание. Часто таких бизнесменов втягивали в подставные контракты на крупные суммы и затем физически устраняли с их фирмами. Таких бизнесменов называли «кабанчиками». Самое жестокое обращение с бизнесменами было свойственно казанским группировкам. С 1995 года предприниматели предпочитали платить за защиту структурам милиции и бывшим сотрудникам КГБ. «Ментовская крыша» была надёжнее и выгоднее для предпринимателей.
Многие бандиты сами начинали заниматься бизнесом и открывать собственные фирмы, часто связанные с игорным делом, ресторанами, продажей автомобилей или антиквариата. Наряду с белым бизнесом бандиты налаживали теневой — секс-работу и торговлю, продажу оружия, наркотиков. Бандиты контролировали продажу цветных металлов в Европу через Финляндию и Прибалтику, затем перешли на торговлю энергоносителями. Сверхприбыльным был наркобизнес, доходы от которого бандиты инвестировали в другие честные области бизнеса. Петербург стал перевалочным пунктом в нелегальном транзите чистых наркотиков из Азии и Южной Америки в Европу, в самом городе однако кокаин продавался редко. Со второй половины 1990-х годов многие бандиты стремились перепрофилироваться в предпринимателей и по возможность отказаться от незаконной деятельности.
Шёл процесс сращения бизнеса с криминальным миром. Подавляющая доля частного экономического сектора имела связи с преступным миром, к концу 1990-х годов стало почти невозможно вести бизнес без учёта интересов организованной преступности.

### Промышленность
Среди всех секторов экономики в самом трудном положении оказалась промышленность, остававшаяся крайне важной частью городской экономики, промышленность обеспечивала 40% поступлений в городской бюджет в 1996 году. До распада СССР значительная часть промышленности занималась выпуском военной продукции, которая оказалась невостребованной. Этот сектор промышленности был обеспечен самыми передовыми технологиями, и в нём работало множество высококвалифицированных специалистов, многие из которых в итоге остались без работы.
Многие советские предприятия не сумели приспособиться к новым экономическим реалиям и закрылись, но многие заводы продолжили существовать, хотя и в условиях острого недофинансирования. Сохранение промышленности выступало одним из ключевых задач руководства, структурная перестройка промышленности в рамках нового экономического развития.
Только между 1991 и 1992 годами на 18,8% упало промышленное производство, товаров народного потребления — на 15%, валовой продукции — на 8%. Уровень промышленности в 1992 году упал до показателей 1979 года. По лёгкой промышленности ударило наращивание импорта со второй половины 1990-х годов. Привезённые из-за границы товары были качественнее, и местные заводы, до недавнего времени бывшие монополистами в своей сфере, проигрывали в конкуренции. Многие фабрики, перестав выполнять госзаказы, срочно перепрофилировались на выпуск других видов продукции, чтобы избежать разорения. Другие заводы, например Пролетарский завод связи, сумели найти заказчиков за границей. Заводы массово увольняли работников, росли задолженности по зарплатам.
Увеличение объёма промышленного производства наметилось в 1997 году за счёт машиностроения и металлообработки, во многих других областях продолжалось снижение, например в пищевой промышленности, электроэнергетике, деревообрабатывающей. В 1997 году среди крупных и средних предприятий преобладала частная форма собственности или 42% от всех предприятий Петербурга. Многие предприятия имели смешанную форму собственности.
В течение 1990-х годов в Петербурге неуклонно падало военное производство, в 1997 году составлявшее 8,7% от уровня 1991 года. Если до распада СССР Ленинград выступал центром приборостроения, электроники и точного машиностроения, то в 1990-е годы Петербург стал пивоваренным центром России и главной мебельной фабрикой. В 1989 и 1998 годах в Ленинграде-Петербурге было произведено 393 000 и 60 телевизоров, 31 300 и 320 холодильников, 2447 и 835 крупных электрических машин, 3711 и 154 кузнечно-прессовых машин. Петербург прекратил быть центром машиностроения и электроники, научно-производственные объединения прекратили существовать. В 1998 году на заводах работало 312,500 человек, в 1999 году в Петербурге работало 24 320 промышленных предприятий, многие из которых были фирмами-однодневками или существовали на бумаге. В 1997 году 10% бюджета поступало из доходов от завода «Балтика» — крупнейшего пивоваренного завода в восточной Европе. Иностранные фирмы открывали собственные заводы в Петербурге.

### Торговля
1990-е годы в Петербурге сопровождались острым дефицитом продуктов и товаров в условиях сокращения производства и разрыва хозяйственных связей с другими регионами России и бывших советских республик. Импорт из-за границы сильно ограничивал недостаток валюты. Труднее всего было приобрести табак, водку, сахар, молоко и мясо. Товары первой необходимости получали по карточкам, однако часто горожане не получали эти товары месяцами, и предназначенные горожанам карточные товары оказывались на рынках. 

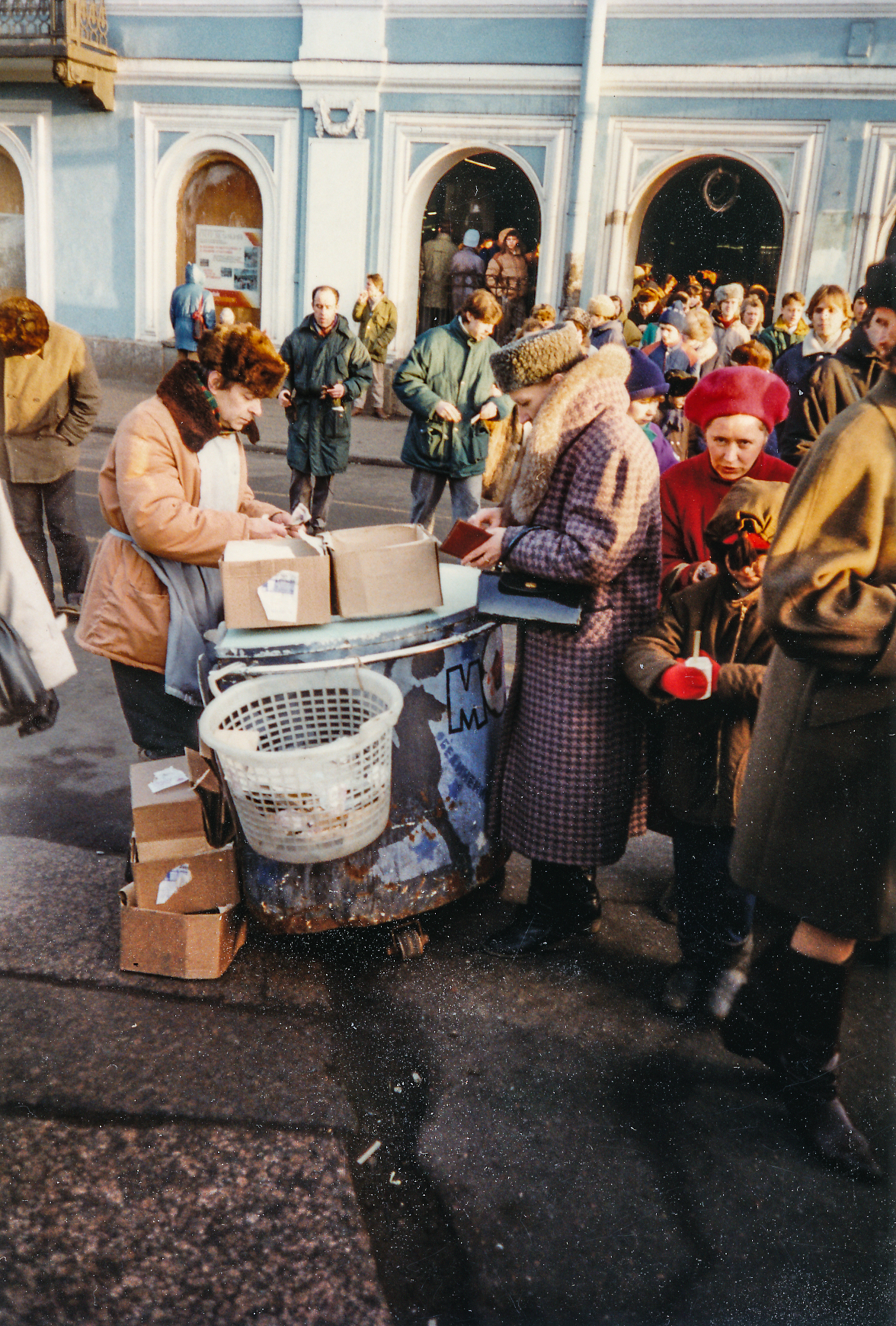
Продавец мороженого, 1992 год

На прилавках рынков и магазинов часто соседствовали промышленные товары и продукты питания. Особенно острой ситуация с товарным дефицитом была в начале 1990-х годов, когда в магазины выстраивались длинные очереди и многие товары из-за высоких цен были недоступны большей части населения. Ситуация начала улучшаться к середине 1990-х годов. Этому способствовало появление множества уличных торговцев и торговых лавок на улицах города, стихийные рынки возникали повсюду, многие петербуржцы получали зарплаты продукцией и поэтому были вынуждены торговать на улице. На уличных рынках царили криминал и антисанитария, покупателей часто обманывали. Главными рыночными местами в Петербурге стали Сенная площадь и Апраксин двор. На Сенной продавали краденные вещи и контрафактную продукцию. У Сенной существовали цеха, где испорченным продуктам и поношенной одежде придавали презентабельный вид. Бандитские группировки были связанны с поддельной промышленностью, помимо поддельных брендов продавали и поддельные продукты первой необходимости, от чего возникал высокий риск отравиться едой, купленной на рынке. Поддельная промышленность приносила больше доходов, чем продажа наркотиков. Торговля была сопряжена с повышенными рисками. Торговцы становились излюбленной жертвой бандитских группировок, которые могли врываться на рынки устраивать там массовые расстрелы.
Важной частью городской торговли стали так называемые челноки — на пассажирских вагонах перекупщики в клетчатых сумках массово привозили товары широкого потребления в основном из Польши, Италии, Турции и Китая. В Петербурге челноки прибывали через Выборг, где перевозивших товары называли «тушканами». Вскоре к данному бизнесу подключились турфирмы и затем карго-перевозчики. К середине 1990-х годов количество перевозимых товаров одной партии выросло с десятков до сотен килограммов. Иностранные товары затем сбывались на вещевых рынках. Челночный бизнес способствовал образованию вещевых рынков, часто они незаконно занимали земельные участки.
Продажа алкоголя была важной частью теневой торговли, продавался контрабандный спирт из Китая, в подпольных цехах производилась самодельная водка. Алкоголь можно было купить почти везде — с рук, на уличных рынках, в лавках. Доля нелегальной водки на рынке достигала 50%. Якобы иностранный контрафактный алкоголь для Петербурга производили под Зеленогорском.
В Санкт-Петербурге строились супермаркеты и элитные бутики, но предназначались они для узкой богатой прослойки населения, массовым явлением торговые центры станут в 2000-х годах.

### Приватизация
Процесс перехода к рыночной экономике сопровождался либерализацией цен, внешней торговлей и приватизацией. Приватизация формировала собственника — ключевое лицо в рыночной экономике. Приватизация фабрик несла и важную политическую цель у новой власти — недопущение повторного восхождения к власти коммунистов. Существовал определённый шанс победы коммуниста Зюганова на выборах, избрание которого стало бы серьёзной проблемой для сформировавшейся олигархии и бизнес-лобби.

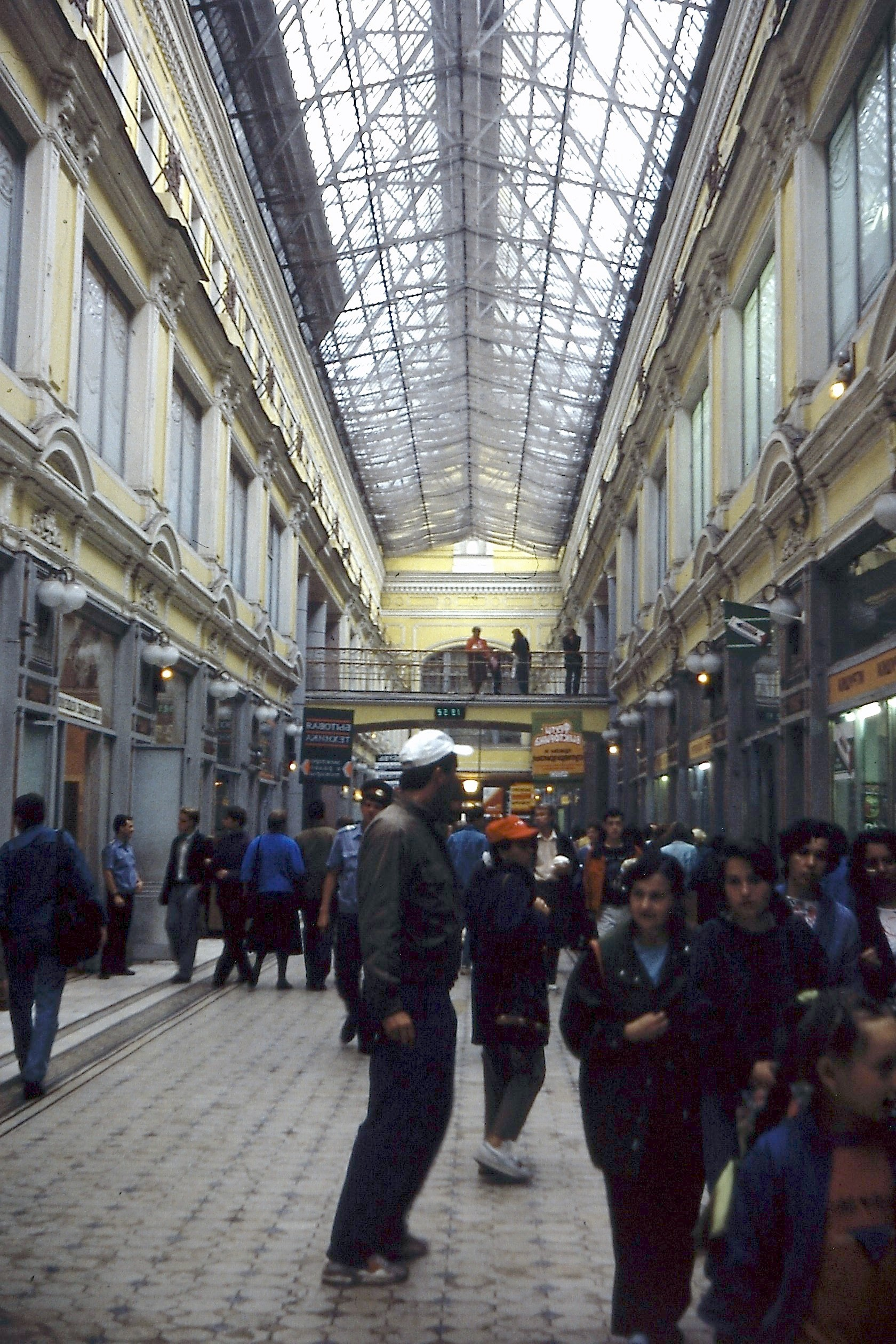
Люди в Пассаже, 1993 год

Периодом начала массовой приватизации стал 1992 год. Петербург выступал передовым городом в процессе приватизации, чей опыт затем применялся в остальных городах России. Борьба за собственность выступала движущей силой в динамике политической и экономической жизни города. Приватизация в Петербурге проводилась по концепции, разработанной Государственным комитетом имущества (ГКИ), чьи ключевые позиции занимали выходцы бывшего Ленсовета 21 созыва— Чубайс, Кох, Беляев и другие.
Малая приватизация торговых предприятий, простыми словами — продажа частникам магазинов, была необходима для притока товаров, создания адаптированной к рыночной экономике торговли в случае провалов со снабжением, чтобы город обеспечивался продовольствием частников. Продажа предприятий осуществлялась на аукционах. Локальные монополисты в сфере торговли усиленно сопротивлялись приватизации.
В 1992 году была запущена чековая приватизация, в рамках которой все предприятия проходили процесс акционирования, после чего организовывались чековые аукционы. Сами предприятия поддерживали акционирование, боясь потерять позиции на быстро меняющемся рынке. Приватизации подвергались лёгкая, пищевая, местная промышленности, строительные комплексы, индустрии, арендные предприятия и с выкупом.
Основной формой приватизации по состоянию на 1992 год был выкуп по договору аренды (55%), далее шли конкурсы (25%) и аукционы (10%) с акционированием (10%). Если в начале 1992 года доля государственной собственности составляла 91%, то к 1993 году она составляла уже 49%. Приватизация спровоцировала тяжёлый экономический кризис, но была неизбежным и необходимым шагом в переходном этапе от плановой к рыночной экономике.
К концу 1990-х годов процесс приватизации криминализировался, на частную собственность претендовали бандитские организации, политики и олигархи. Если в начале десятилетия приватизация осуществлялась на основе закона прозрачности, то к концу десятилетия приватизация проводилось через систему скрытых договорённостей между бюрократией и бизнесом. В процессе приватизации бандитские группировки развернули борьбу за собственность, что привело к всплеску убийств в 1997 году.

## Преступность
Люди боялись вечером выходить на улицы, боялись выезжать в город на своих несчастных «москвичах» и «копейках» [...] Если ты торгуешь в палатке, у тебя могли забрать весь товар (естественно, не заплатив за него). Если ты пришёл в кафе с красивой девушкой, её могли силой забрать и увезти с собой. Если ты сидишь за рулем автомашины, тебя могли просто выкинуть из неё, чтобы просто съездить куда-то по своим делам. Вот такие это были времена... 
— Андрей Константинов
1990-е годы в истории Санкт-Петербурга сопровождались аномальным всплеском преступности в сравнение с предшествующей и последовавшей эпохами. В данное десятиление в городе в результате преступной деятельности погибло около 6000 людей. На преступность людей толкала безработица и отсувствие преспектив в условиях рухнувших институтов и безвластия. Горожане жили в условиях постоянного страха стать целью для нападения или домогательств со стороны бандитов. Люди часто погибали, случайно оказываясь у мест стычек между бандитами. Политики и бизнесмены становились излюбленной целью для заказных убийств.
Между 1987 и 1993 годами в 10,1 раз выросло количество разбойных нападений, грабежей — в 10,9 раз, краж личного имущества — в 3,9 раз. В 1992 году среди опрошенных 12% оказались жертвами преступлений. В 1995 году в Петербурге было совершено более 500 зарегистрированных преступлений и убито более 800 человек.
Чаще всего люди становились жертвами краж, физического насилия, угроз или предоставления услуг по завышенным ценам. Сами горожане шли на многочисленные правонарушения, чаще всего безбилетный проезд в общественном транспорте или хищения по месту работы. Организованная преступность в Петербурге прежде всего процветала, паразитируя на частном бизнесе. К новой волне преступности во второй половине 1990-х годов привела борьба за частную собственность в процессе массовой приватизации, в которой были задействованы преступные группировки, влившиеся в городскую экономику. Бандиты массово убивали владельцев квартир, в основном пожилых и алкоголиков, чтобы заполучить их жильё.
Неэффективность борьбы с преступностью была связана с плохой оплатой сотрудников правопорядка. Они сами могли идти на правонарушения в поисках дополнительного заработка и участвовать в коррупционных схемах, например заниматься продажей на теневом рынке или брать многочисленные взятки. Только в 1992 году к уголовной ответственности привлечено было 137 сотрудников милиции, в основном за кражи и разбойные нападения.

### Организованные преступные группировки
В Петербург и Москву — города с самыми благоприятными условиями для ведения бизнеса устремлялись многие преступные группировки из Казани, Новокузнецка, Воркуты и других городов. Отдельную категорию ОПГ составляли выходцы с Кавказа — «чёрные». Бандитами становились многие бывшие сотрудники милиции. Преступные группировки устанавливали в Петербурге свои владения и постоянно устраивали кровавые разборки. Основными жертвами бандитов становились бизнесмены, продавцы и секс-работницы, бандиты устраивали погромы на вещевых и колхозных рынках и собирали дань с бизнесменов в обмен на «защиту».
Самыми влиятельными ОПГ в Петербурге в разные годы были тамбовская, малышевская, объединения чеченских и азербайджанских кланов, «казанцы» — бандитские группировки из Татарстана, прославившиеся особой жестокостью. Контроль над преступным миром в Петербурге стремились установить московские воры в законе.
В 1994 году в Петербурге было выявлено 290 ОПГ. Преступный мир представлял собой государство в государстве. Петербург занял четвёртое место среди регионов с наивысшими темпами прироста числа организованных преступлений и плохой раскрываемости преступлений. Хотя Петербург уступал Москве в количестве преступлений, но лидировал в удельном весе, в том числе преступлений с применением огнестрельного оружия, взрывчатых веществ и боеприпасов.
Петербург стал центром бандитской организованной преступности, Москва же стала столицей «воров в законе». Бандиты были более жестокими, чем воры и предпочитали решать проблемы насилием. По ночам бандиты устраивали взрывы и перестрелки. Бандиты, промышлявшие рэкетом назывались «спортсменами». К концу 1990-х годов организованная преступность значительно укрепила свои экономические, политические связи и силовые позиции, особенно в процессе приватизации, бандитские перестрелки постепенно заменялись масштабной коррупцией и финансовыми преступлениями.